# Spies of the Air
Spies of the Air é um filme de aventura produzido no Reino Unido, dirigido por David MacDonald e lançado em 1939.